# 한국방송공사
한국방송공사(韓國放送公社, 영어: Korean Broadcasting System, KBS)는 대한민국을 가시청권으로 하는 지상파 방송사이다. 1927년 2월 16일에 경성방송국으로 창립되었고, 1935년에는 조선방송협회를 결성하여 전국에 지역방송국을 설립하였다. 1947년에 서울중앙방송으로 이름을 바꾸었으며 같은 해 약칭을 KBS로 정하였다. 1961년 12월 31일에 TV 방송을 송출하기 시작하였고, 1973년 3월 3일, 공사 창립으로 국영에서 공영으로 전환되었다. 1980년 12월 1일에 동양방송과 동아방송 등 민간방송국을 인수 합병하였으며 컬러 TV 송출을 시작하였고, KBS 2TV를 개국하였다. 1983년에 방송된 《특별생방송 이산가족을 찾습니다》가 유네스코 세계기록유산에 등재되었다.

## 역사

### 국영 방송 시절
KBS는 Korean Broadcasting System의 약칭으로 한국을 대표하는 공영방송이다. KBS는 1927년 경성방송국(호출 부호 JODK)으로 라디오방송을 송출하기 시작했다. 1935년 기존의 JODK는 경성중앙방송국으로 개칭하고 조선방송협회를 결성, 1936년부터 부산방송국(JBAK)을 시작으로 평양(JBBK), 청진(JBCK), 이리(JBFK), 함흥(JBDK), 대구(JBGK), 광주(JBHK), 대전(JBIK), 원산(JBJK), 해주(JBKK), 신의주(JBLK), 춘천(JBMK), 마산(JBOK), 목포(JBNK), 성진(JBPK), 청주(JBQK), 강릉(JBRK)에 지역방송국 체제를 갖추었다. 북한의 조선중앙방송의 뿌리이기도 하다. 합천군 영상테마파크에 JODK 사옥을 재현해놓은듯한 건물이 있다. 이후 1947년 국영방송 서울중앙방송으로 재출범했다.
1947년 국제전기통신연합(ITU)에서 호출부호 HL가 인정했고 국영 방송인 대한방송협회에 의해 KBS 약칭으로 정해졌다. 1961년 12월 24일에는 시험방송을 실시했고, 1961년 12월 31일 텔레비전 방송을 개국한 뒤, 1962년 1월 15일에 정식 방송하였다. 한국방송공사의 창립 이전에는 명칭으로 사용하였다. 1963년 1월 1일에 수신료와 시청료, 광고방송(상업광고방송)도 개시하였다. 1963년 1월 1일부터 1969년 4월 30일까지 6년동안 광고방송(상업광고방송)을 했다. 1969년 4월 30일에 광고방송(상업광고방송)을 마지막 방송을 마쳤고, 1969년 5월 1일에 광고방송(상업광고방송)을 폐지했고 아침시간에는 교육방송을 했다.

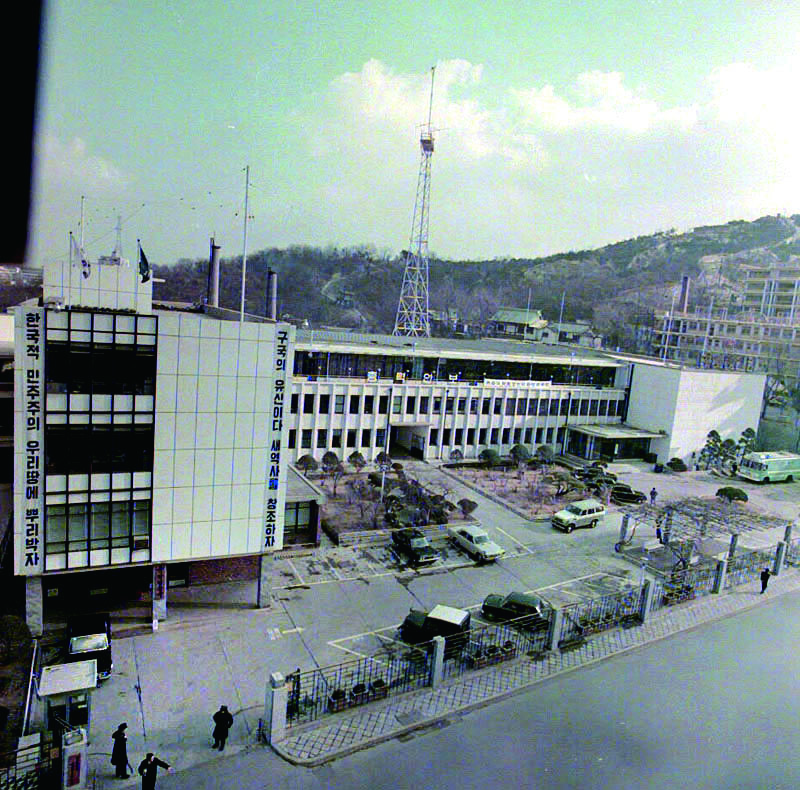
옛 남산 사옥

### 공영 방송이 되다

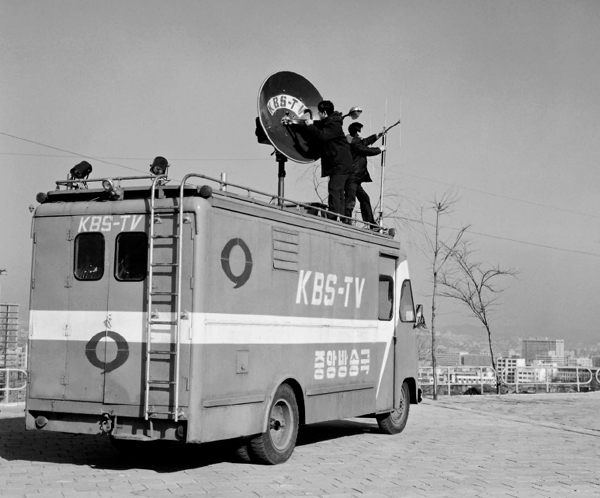
KBS 중계차량 (1971년)

1973년에는 방송국의 운영처가 국영 방송에서 공영 방송으로 바뀜에 따라 지금의 한국방송공사가 창립되었다. 1972년에 여의도 현 사옥을 계획, 1976년 준공하였다. 1979년 군쿠데타의 발생 당일에는 반란군 측에서 군용 트럭 한 대 규모의 병력을 투입하여 장악에 성공하였으며, 반란군 측에 최초의 점령지가 되었다.

### 1980년대
1980년에는 언론통폐합 지침에 따라 동양방송(서울본사 및 부산지국)과 동아방송 등의 민간 방송국을 인수 합병하였고, 12월 1일부터는 텔레비전 컬러 방송의 허가가 내려지면서 컬러 방송을 개시하였다. 1980년 12월 1일에는 언론통폐합으로 인해서 KBS 제2FM은 광고방송(상업광고방송)을 폐지했다. 1980년 12월 22일에는 KBS 2TV의 채널은 컬러방송을 개시했고, 1981년 2월 2일에 KBS 3TV를 개국했다. 1981년 3월 7일부터  KBS 1TV와 KBS 제1라디오, KBS 제1FM 및 KBS 2TV와 KBS 제2라디오랑 같이 광고방송(상업광고방송)도 처음 개시 및 재개를 하게 되었다.
1982년 1월 25일에는 KBS 2TV의 광고방송(상업광고방송) 형식 및 변경이 되었고, KBS 1TV의 광고방송(상업광고방송)은 KBS 2TV와 다르게 스포츠프로그램 및 실황중계와 영화 등의 광고방송(상업광고방송)을 줄이다가 4월에 평일오전시간대에 블록광고를 편성하게 되었고 광고시간이 늘어났다. 라디오 채널도 KBS 제1라디오와 KBS 제1FM 및 KBS 제2라디오도 텔레비전채널과 같이 광고방송(상업광고방송)을 실시를 하게 되었다.
1980년대 초 · 중반에는 농민, 종교단체들의 "KBS 시청료 거부 운동" 확산을 일으켰지만, 1983년에 이산가족을 찾습니다를 138일간 방영하게 되었다. 1985년 음성다중방송을 첫 실시하였다. 이후 한국방송공사는 국내 대회의 주관방송사 역할을 하게 되었는데 1985년 5월 1일 KBS 1TV 채널은 술광고를 폐지했고 오후 시간대는 20:00 ~ 22:30분(2시간 30분)의 광고방송(상업광고방송)을 줄였다.
1986년에 서울 아시안 게임 및 KBS 1TV의 채널은
1986년 7월에 평일 오후 블록광고(20:30~20:35)를 폐지했다. 1988년에는 릴 테이프 입출력 방식의 대형 컴퓨터, 위성 송출 장비, 텔레텍스트, 크로마키 스튜디오 등이 외국 취재진들을 위해서 완비된 최첨단 올림픽 프레스 센터 건물의 개관과 함께 서울 올림픽을 주관 방송하게 되었다. KBS 1TV의 채널은 1988년 ~ 1989년에는 오전에 뉴스를 시작할 때 광고방송(상업광고방송)을 방영했다.

### 1990년대
1990년에는 KBS 방송강령을 처음 제정하였으며, 한국교육개발원 소속의 채널이 교육방송(이하 EBS)으로 분리되었다. KBS 1TV의 채널은 1990년 3월 2일에 평일 블록광고를 폐지했다. 1990년 KBS 1TV의 채널은 광고를 스포츠, 실황중계, 영화 등의 광고방송(상업광고방송)을 보냈다. 1990년 ~ 1994년까지 스포츠와 실황중계 및 영화 등의 광고방송(상업광고방송)을 판매를 했다. 1990년 12월 27일에는 KBS 3TV가 폐국했지만 KBS 3TV가 EBS로 바뀌게 되었다.
1994년 7월 23일에는 KBS 1TV 채널은 광고방송(상업광고방송)을 폐지 결정을 했다.1994년 9월 30일에 KBS 1TV와 KBS 제1라디오 및 KBS 제1FM은 광고방송(상업광고방송)을 마지막으로 보냈다. 1994년 10월 1일에는 가을개편에 수신료의 징수 제도를 한국전력공사를 통한 위탁 징수로 개선하였다. 동시에 KBS 1TV와 KBS 제1라디오, KBS 제1FM의 광고방송(상업광고방송)을 폐지하면서 광고방송(상업광고방송)은 편성하지 않게 되었다.KBS 2TV와 KBS 제2라디오만 광고방송(상업광고방송)이 남게 되었지만 광고방송(상업광고방송)을 시간 및 확대하였다. KBS는 TV수신료와 광고 수입으로 운영을 하고 있는데 공영성 강화를 위해서 KBS 1TV와 KBS 제1라디오, KBS 제1FM은 1994년 10월 1일부터 광고방송(상업광고방송)이 금지되었고, 광고방송(상업광고방송)을 하지 않고 있다.
1995년에는 인터넷 홈페이지를 개설하여 인터넷 방송을 처음 개시하였고, 1997년에는 제34차 아시아 태평양 방송연맹(ABU) 서울총회를 주관 개최하였다. 제15대 대통령 선거일에서는 개표 방송과 전혀 관련이 없는 드라마, 교양 프로그램 등의 평일 방송에 화면 하단의 자막에서, 주유소 주유기처럼 득표수가 실시간으로 올라가는 '프리즘 젬'이라는 방송 기술을 처음 선보였다.

### 2000년대

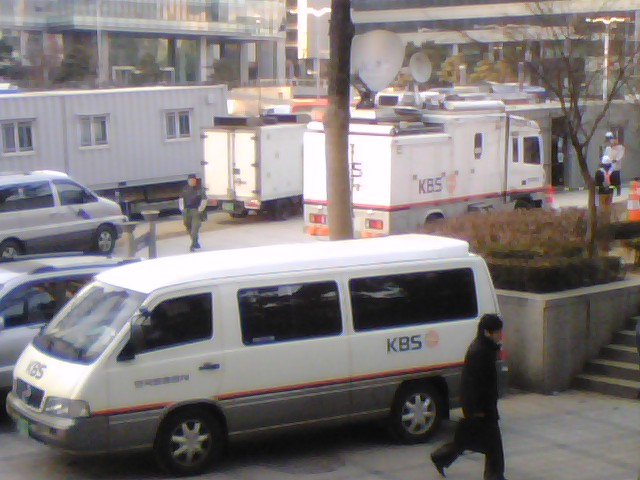
KBS 중계차

2000년 1월 1일에는 KBS 3라디오 사랑의 소리방송을 개국하고, 같은해 7월 1일에는 KBS 2라디오 FM방송을 개시하였다. 이듬해 2001년에는 지상파 디지털 TV 본방송을 개시하였다. 21년만에 다시 2001년 12월 10일에 라디오 채널인 KBS 2FM의 광고방송(상업광고방송)을 개시 및 허용을 하였다.
2002년 1월 1일에 KBS 2FM의 라디오 채널에게 광고방송(상업광고방송)을 재개를 하였다. 2002년에는 국제대회 주관방송사로서 FIFA 한·일 월드컵 공식방송과 부산 아시안게임 주관방송 실시하였다. 제16대 대통령 선거일에는 첨단 선거 예측 시스템인 '디시전K'를 활용하여 선거일에 일몰 시간도 아닌 이른 초저녁 시간대인 선거 방송의 최초 시작 시점에서 예상 당선자를 발표하였다.
2003년 국제위성방송인 KBS 월드를 개국하고, KBS 윤리강령을 제정하였다. 라디오 부문에서는 2라디오와 2FM의 애칭을 해피FM, 쿨FM으로 명명하였다. 2004년에는 팀제를 시행하고 지역국 체계도 9총국 9지역국으로 조정하였다. 2005년에는 APEC 2005 KOREA 주관 방송을 실시하였으며 KBS 지상파 DMB 채널인 U-KBS를 개국하였다.
2006년에는 MMS(멀티모드서비스)를 시험방송하고 2007년에는 지상파 DMB를 전국으로 확대 방송하였다. 또한 같은해 세계 공영방송 총회를 개최하였으며, 1FM의 애칭을 클래식FM으로 명명하였다. 제17대 대통령 선거는 당선인이 거주하던 집 마당에 당선이 확정된 시점부터 개인 휴대용 중화기를 무장한 현역 군인이 들어와 경계를 서는 모습이 방송되어 유명하였다.

### 2010년대
2010년에는 G20 서울 정상회의의 주관 방송을 실시하였으며, 울릉도·독도의 DMB 방송 서비스를 개시하였다. 2011년에는 대구 세계 육상 선수권대회의 주관방송을 맡은 동시에 3D 중계방송을 실시하였으며, 개국 50주년을 맞았다. 이듬해인 2012년에는 여수 엑스포의 주관방송을 실시했다.
2013년에는 KBS 월드 개국 10주년, 공사창립 40주년을 맞이하였다. 2014년에는 프란치스코 교황의 방한을 주관방송하였으며, 같은해 열린 ITU 전권회의도 주관방송하였다. 또한 해외 대상 24시간방송 서비스인 KBS WORLD 24가 출범하였다. 2015년 10월 9일에는 지난 1983년에 방송된 《특별생방송 이산가족을 찾습니다》가 유네스코 세계기록유산에 등재되었다.
2017년에는 한국방송 개시 90주년을 맞았다. 2018년 4월 양승동 사장 취임 이후 정치와 자본 권력으로부터 독립하려는 노력이 이어졌으며, 이 같은 취재제작 자율성 확보 노력은 2019년 11월 KBS 방송 편성규약 개정으로 결실을 보았다.

### 2020년대

'함께한 50년, 여러분의 KBS' (2023년)

2021년 7월 19일에는 KBS 다채널 방송이 개국되었다. 9-2 채널은 7월 19일부터 9월 5일까지 올림픽 전용 채널로 활용, 올림픽 끝난 뒤 9월 6일부터 KBS NEWS D로 전환. 9-3 채널은 KBS 1라디오의 보이는 라디오와 독도 실시간 라이브로 활용. 7-2 채널은 9월 30일까지 서비스가 제공되었다. 8월 31일에는 9-2 채널을 24시간 재난전문채널 신설 계획을 발표되었다.

## 사진
서울 영등포구 여의공원로 13에 소재한 KBS별관, KBS홀 건물

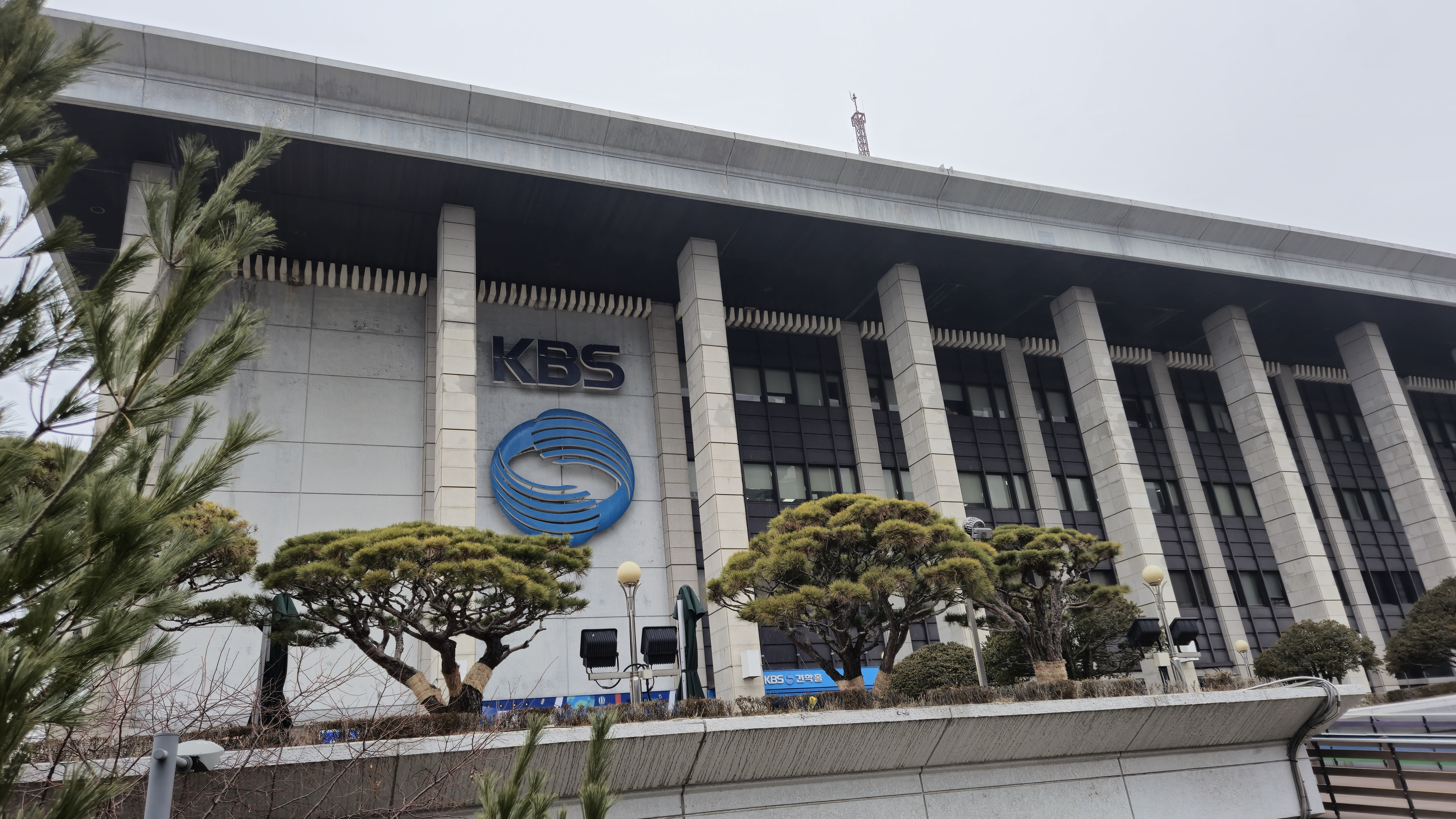
KBS본관 방송국 로고
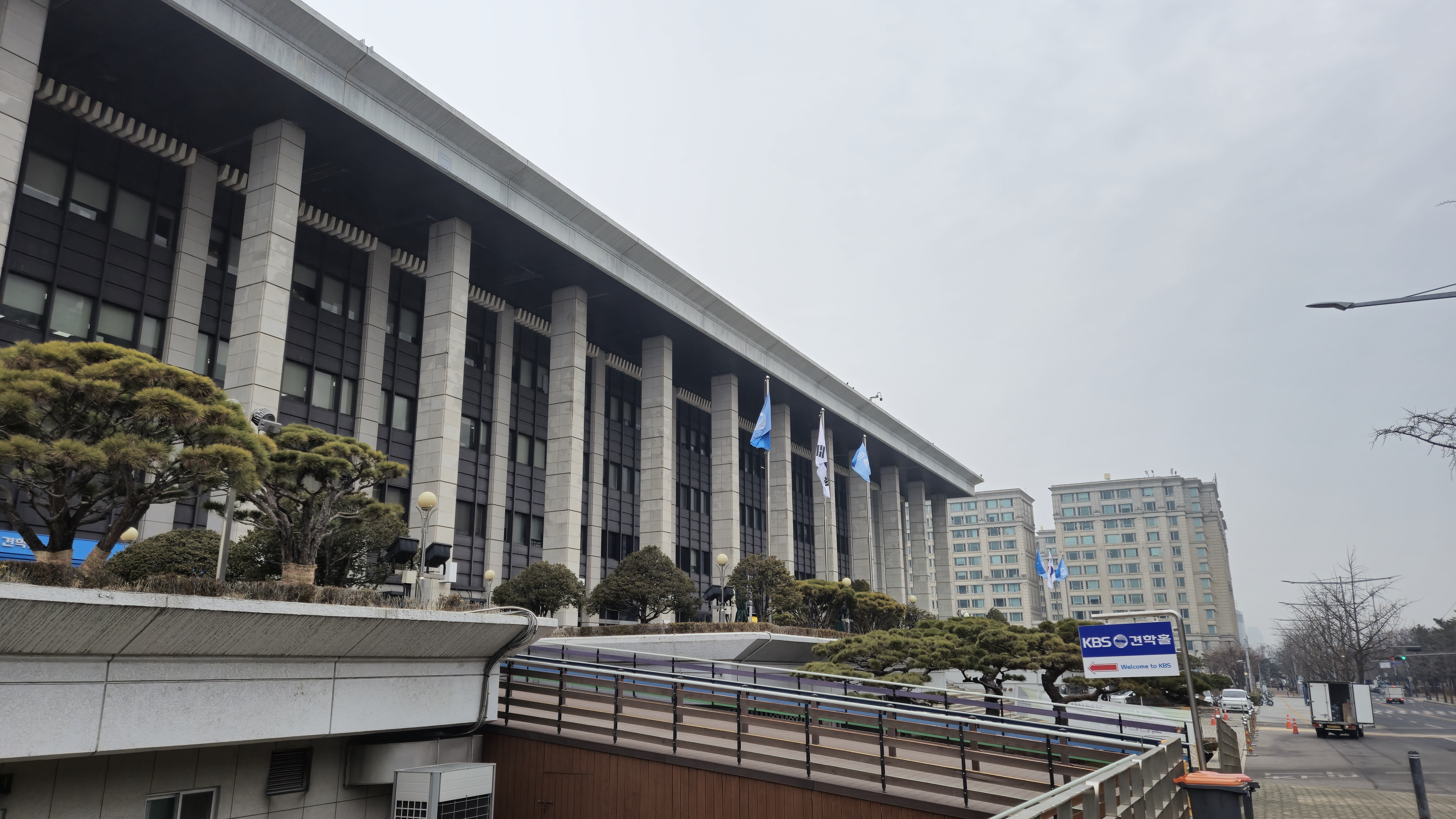
KBS본관 아트홀 측 전경
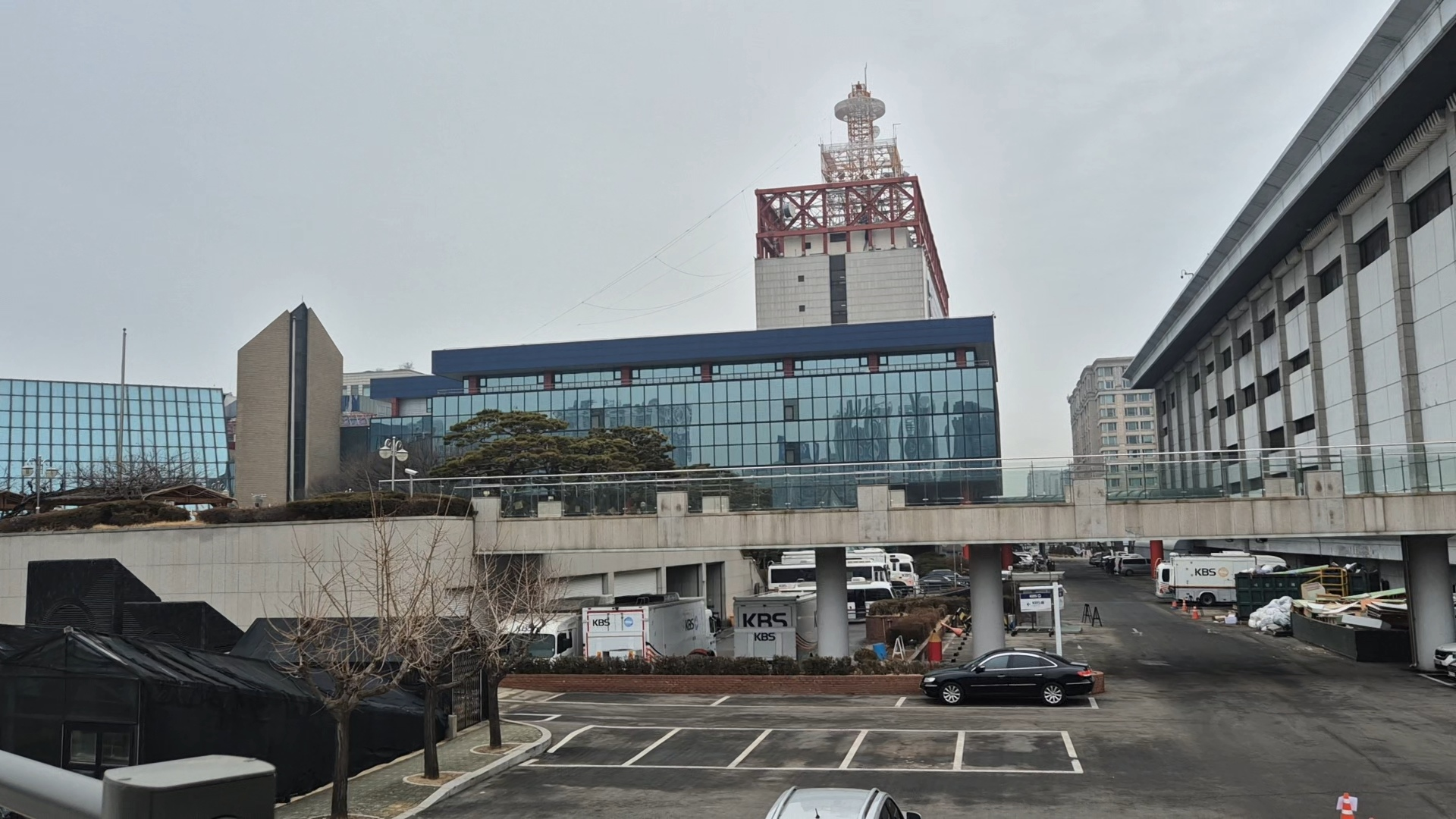
KBS본관 주차장
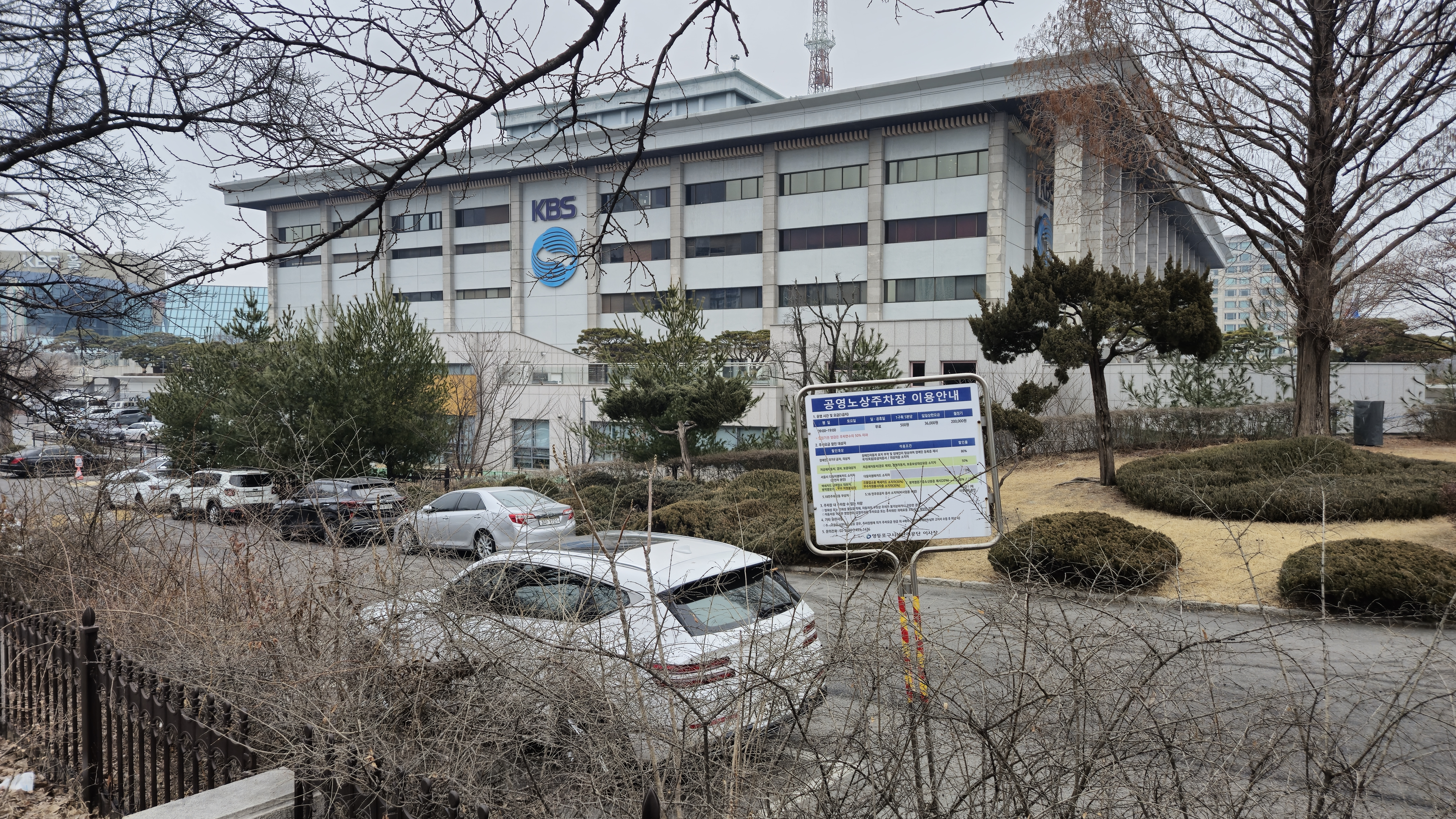
KBS본관 건물주변 주차장
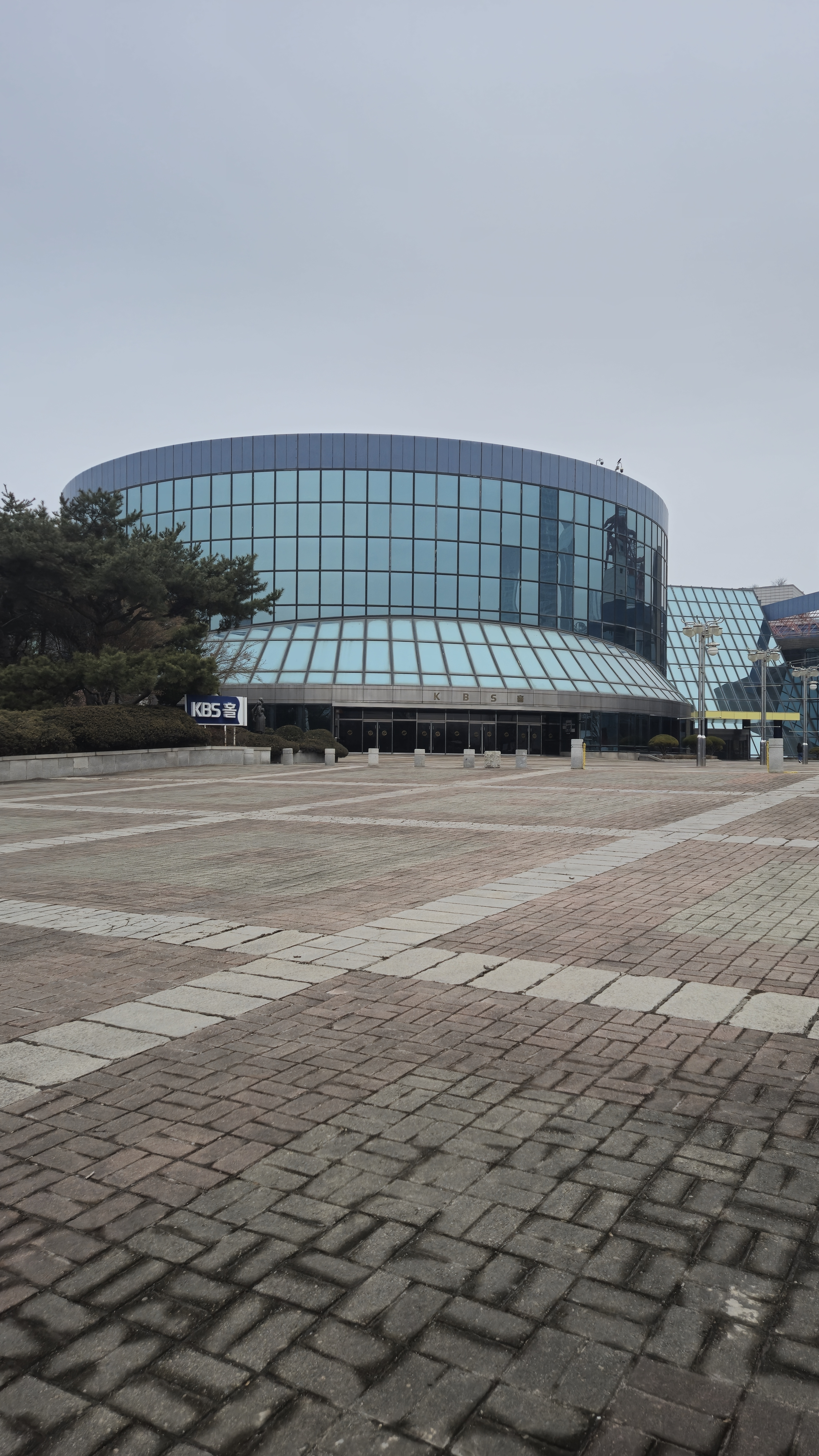
KBS홀(여의공원로 13)
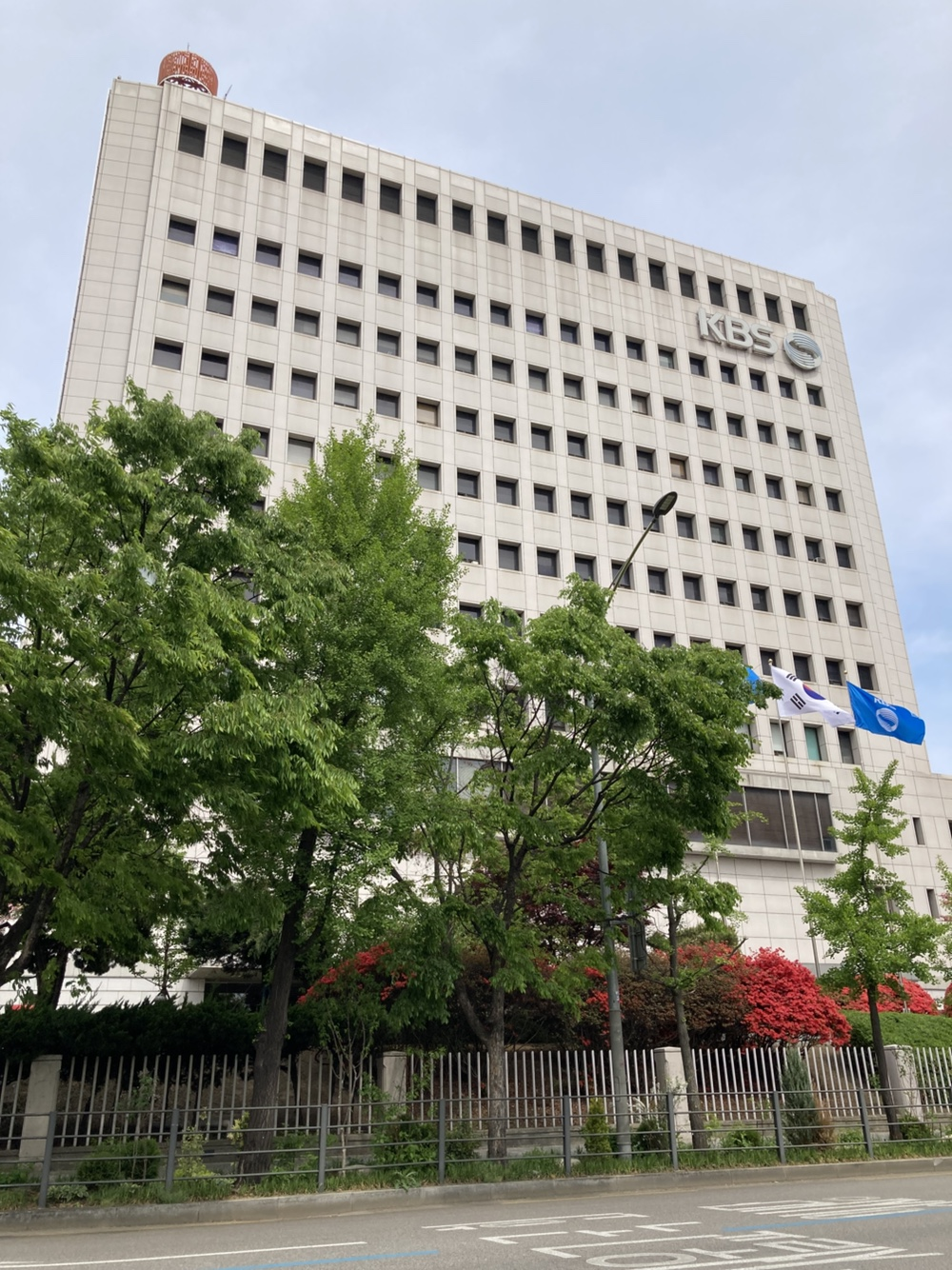
KBS 별관 (여의대방로 359)
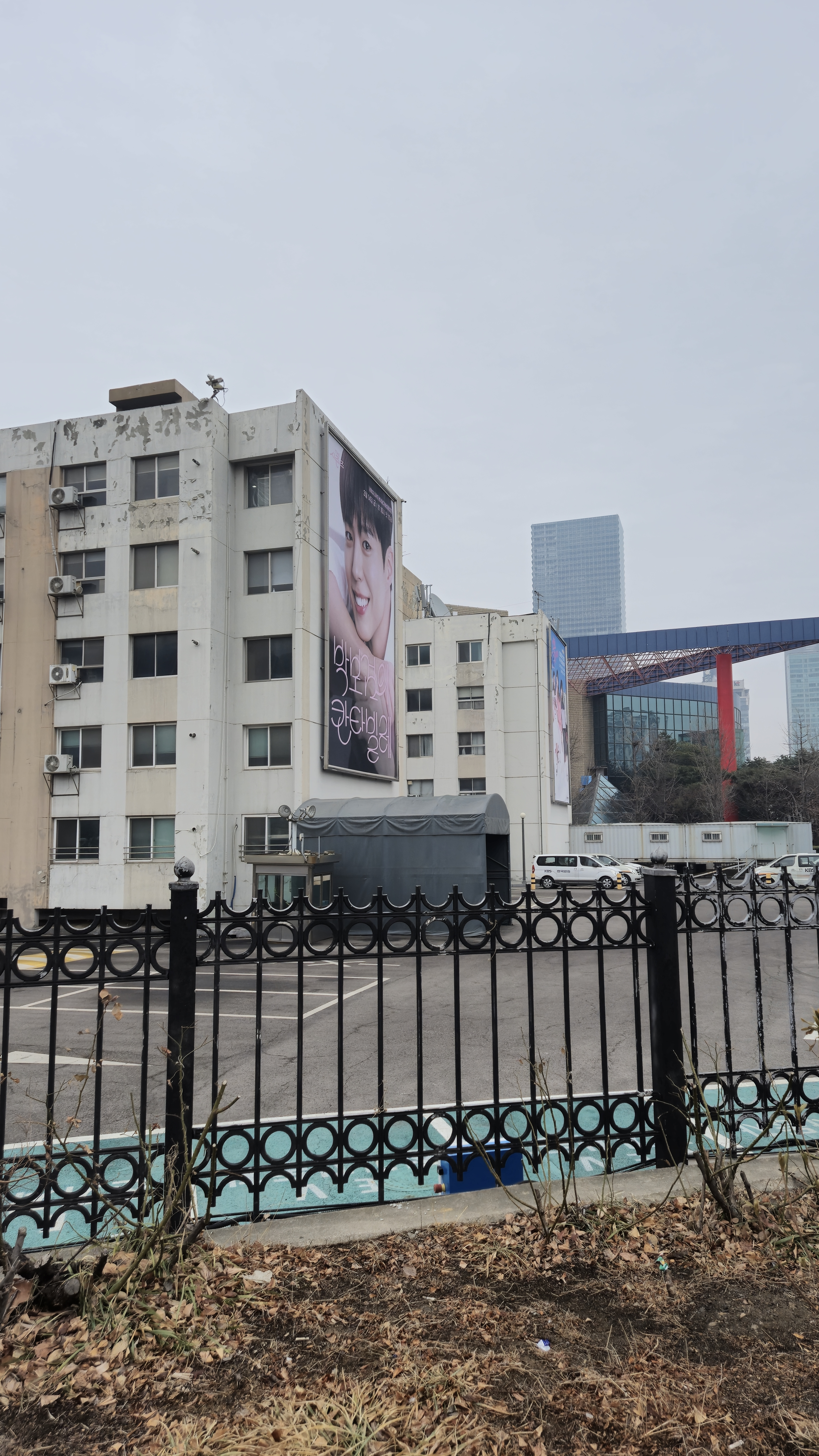
KBS 연구동

## 운영 현황

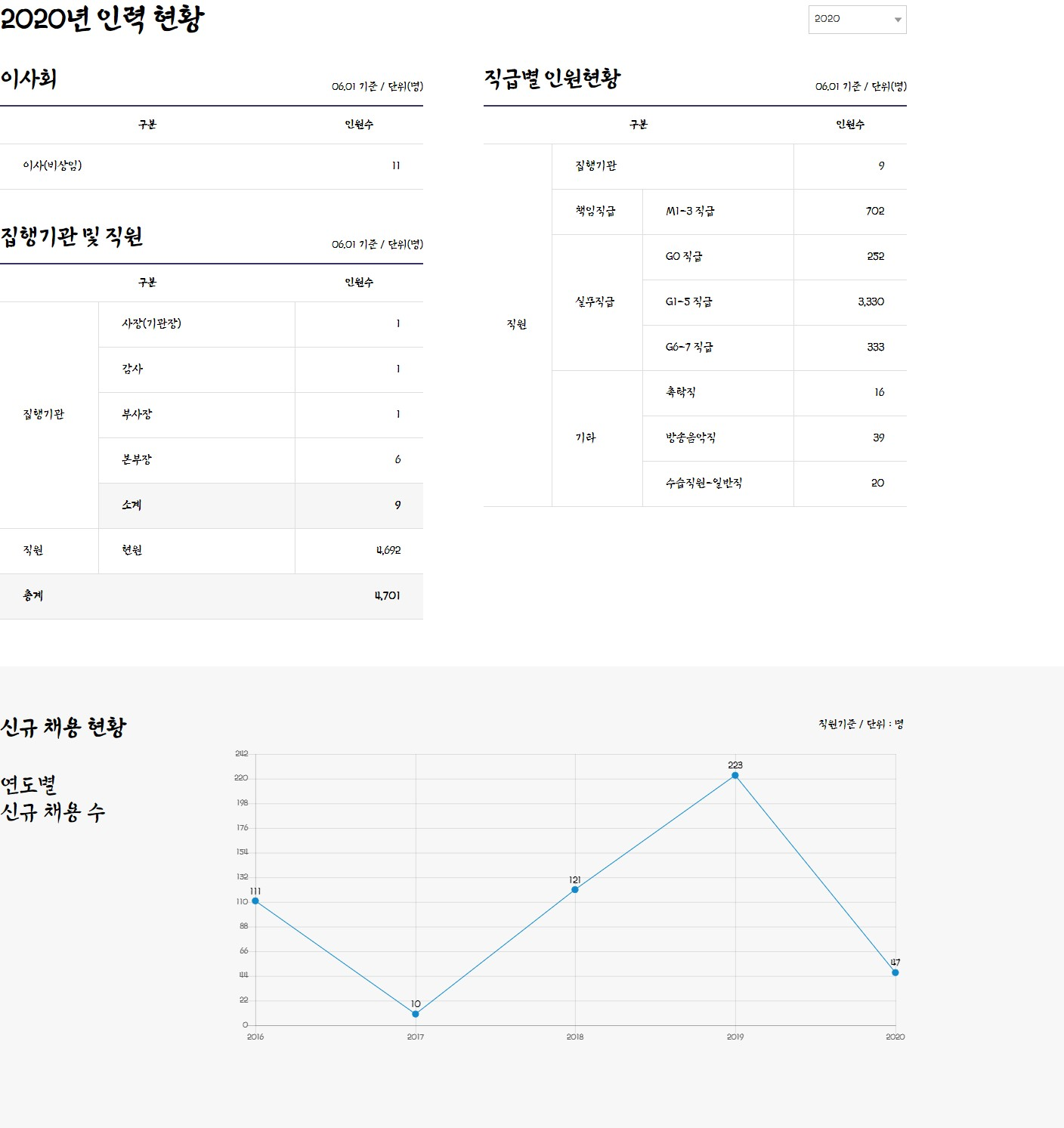
<2020년 11월 기준, KBS인력현황 공사>

본사 (2023)

### 지역국
수도권
- 경인방송센터 (경기, 인천 지역)

강원권
- 춘천방송총국 (강원 영서 중북부 지역)
  - 원주방송국 (강원 영서 남부 지역)
  - 강릉방송국 (강원 영동 지역)

충청권
- 대전방송총국 (대전, 세종, 충남 전 지역)
- 청주방송총국 (충북 중남부 지역, 세종 일부)
  - 충주방송국 (충북 북부 지역)

전라권
- 전주방송총국 (전북 지역)
- 광주방송총국 (광주, 전남 중부 지역)
  - 목포방송국 (전남 서남부 지역
  - 순천방송국 (전남 동부 지역)

경상권
- 대구방송총국 (대구, 경북 중남부 지역)
  - 안동방송국 (경북 북부 지역)
  - 포항방송국 (경북 동해안 지역)
- 부산방송총국 (부산, 경남 동부 지역)
  - 울산방송국 (울산 전 지역)
- 창원방송총국 (경남 동부 지역)
  - 진주방송국 (경남 서부 지역)

제주권
- 제주방송총국 (제주 전 지역)

### 자 (출자)회사[23]
- KBS 미디어
- KBS 아트비전(케이아트)
- KBS 교향악단
- KBS 어린이합창단
- KBS 국악악단
- 서울신문
- 콘텐츠 웨이브
- SMR
- 다수의 방송프로그램별 문화산업전문회사 보관됨 2022-02-07 - 웨이백 머신
- KBS 비즈니스
- KBS N
- KBS America
- KBS 시큐리티---[자사 방송시설 경비업체/일부 관찰예능 아동청소년출연자 보호(자택경비) 업무]
- KBS Japan
- KBS KIDS
- 몬스터 유니온[24]

### 방송 제작 시설
1974년 4월 착공하여 1976년 11월 1일 준공된 본관건물은 지하1층, 지상7층 연건평 34,000평의 규모로 준공되었다. TV스튜디오 7개, 라디오스튜디오 19개등 최신 설비를 갖추고 있다. 현재 라디오센터, 시사교양, 외주제작파트의 사무실이 위치하고 있다.
1985년 12월 착공되어 1988년 6월 완공된 신관 건물은, 서울 올림픽의 국제종합방송센터(IBC)의 역할을 수행하기 위해 건축 되었다. 서울 올림픽 폐막 이후에는 방송 제작 시설로 활용하고 있다. 지하2층, 지상9층 규모로, 4개의 TV스튜디오, 2천석 규모의 공개홀이 자리잡고 있다. 현재 보도본부를 비롯한, 예능본부, 드라마본부, 시사교양본부, 외주제작파트 등이 사용하고 있다.
1977년 11월 착공된 별관은 1980년 4월 14일 준공되어 동양방송의 본사로 사용하고 있었다. 1980년 언론통폐합 조치로 동양방송의 여의도 사옥을 인수받아 별관으로 사용하고 있다.
1991년 9월 7일 개관한 KBS홀은 1,660석의 규모의 10,890m2면적의 종합 공연장으로 가변식 무대와 오케스트라 피트가 설치되어 있어서 오페라나 발레와 뮤지컬 등의 무대 작품 공연도 열리고 있으며 방송사 주최의 대규모 특집 프로그램, 시상식 등에도 이용되고 있다.
2000년 준공된 수원센터는 경기도 수원시 팔달구 인계동에 위치하고 있으며, 제작·미술·편의 시설과 오픈세트장, 특수촬영장 및 관련 부대시설로 구성된 종합영상제작단지이므로, KBS 1TV의 경기 및 인천 지역의 보도 업무를 전담하는 지역 방송국인 KBS경인방송센터를 운영하고 있다.

## 역대 사장
| 역대 (대수)  | 성명       | 임기                                     | 비고          |
| ------------ | ---------- | ---------------------------------------- | ------------- |
| 제1·2대      | (故)홍경모 | 1973년 2월 21일 ~ 1979년 2월 22일        |               |
| 제3대        | (故)최세경 | 1979년 2월 22일 ~ 1980년 7월 28일        |               |
| 제4·5대      | 이원홍     | 1980년 7월 28일 ~ 1985년 2월 19일        |               |
| 제6대        | 박현태     | 1985년 2월 19일 ~ 1986년 8월 29일        |               |
| 제7대        | (故)정구호 | 1986년 8월 29일 ~ 1988년 11월 3일        |               |
| 제8대        | (故)서영훈 | 1988년 11월 3일 ~ 1990년 4월 9일(사퇴)   |               |
| 제9대        | (故)서기원 | 1990년 4월 9일 ~ 1993년 3월 17일(사퇴)   |               |
| 제10·11대    | 홍두표     | 1993년 3월 18일 ~ 1998년 4월 1일(사퇴)   |               |
| 제12·13대    | (故)박권상 | 1998년 4월 20일 ~ 2003년 3월 24일(사퇴)  | 원로 언론인   |
| 제14대       | 서동구     | 2003년 3월 25일 ~ 2003년 4월 2일(사퇴)   |               |
| 제15·16·17대 | 정연주     | 2003년 4월 25일 ~ 2008년 8월 11일(해임)  | 동아일보 기자 |
| 제18대       | 이병순     | 2008년 8월 27일 ~ 2009년 11월 23일       | 공채 기자     |
| 제19대       | 김인규     | 2009년 11월 24일 ~ 2012년 11월 23일      | 공채 기자     |
| 제20대       | 길환영     | 2012년 11월 24일 ~ 2014년 6월 10일(해임) | 공채 프로듀서 |
| 제21대       | 조대현     | 2014년 7월 28일 ~ 2015년 11월 23일       | 공채 프로듀서 |
| 제22대       | 고대영     | 2015년 11월 24일 ~ 2018년 1월 23일(해임) | 공채 기자     |
| 제23·24대    | 양승동     | 2018년 4월 9일 ~ 2021년 12월 9일         | 공채 프로듀서 |
| 제25대       | 김의철     | 2021년 12월 10일 ~ 2023년 9월 12일(해임) | 공채 기자     |
| 제26대       | 박민       | 2023년 11월 12일 ~ 2024년 12월 9일       | 문화일보 기자 |
| 제27대       | 박장범     | 2024년 12월 10일 ~                       | 공채 기자     |

## 역대 이사진
| 역대 (대수) | 성명 | 이사장         |
| ----------- | --- | -------------- |
| 1기         | 고병익, 김남조, 김동철, 김동환, 김찬국, 박경환, 신세호, 양호민, 이인호, 전응덕, 한운사                               | 노정팔         |
| 2기         | 강찬선, 김갑현, 김동철, 김동환, 김춘수, 박흥수, 송재극, 윤여훈, 이인호, 이혜복, 전응덕, 한남석, 홍기선               | 노정팔         |
| 3기         | 곽수일, 김규칠, 김우창, 신낙균, 이각범, 전대련, 조요한, 조찬길, 최영도, 최정호, 추광영                               | 김태길         |
| 4기         | 강현두, 박성수, 백정란, 인명진, 임홍빈, 정구현, 정동윤, 한상진                                                       | 김채윤, 이세중 |
| 5기         | 곽배희, 김금수, 김선우, 김창국, 김철수, 박범신, 송재극, 이상희, 이연택, 전응덕, 황정태                               | 지명관         |
| 6기         | 김상희, 김우철, 김인규, 박범신, 박원순, 백승헌, 윤수경, 이영덕, 이영자, 이형모, 전응덕                               | 이종수         |
| 7기         | 강성철, 권혁부, 김현태, 남인순, 박동영, 박만, 방석호, 신태섭, 이기욱, 이지영, 이춘발, 이춘호, 조상기, 추광영         | 김금수, 유재천 |
| 8기         | 고영신, 김영호, 남승자, 이상인, 이창근, 이창현, 정윤식, 진홍순, 홍수완, 황근                                         | 손병두         |
| 9기         | 김주언, 양성수, 이규환, 이병혜, 이상인, 임정규, 조준상, 최양수, 최영묵, 한진만                                       | 이길영, 이인호 |
| 10기        | 강규형(해임), 권태선, 김경민(사퇴), 김서중, 변석찬, 이원일, 장주영, 전영일, 조우석, 차기환, 조용환, 김상근(도중합류) | 이인호         |
| 11기        | 전영일, 권태선, 변석찬, 조우석, 이원일, 조용환, 김서중, 차기환, 장주영                                               | 김상근         |
| 12기        | 강형철, 김경달, 김영근, 김태일, 문건영, 박옥희, 서재석, 조용환, 천영식, 황우섭                                       | 김상근         |
| 13기        | 강형철, 김경달, 김영근, 김태일, 문건영, 박옥희, 서재석, 황우섭, 서정욱, 류일형                                       | 김상근         |
| 14기        | 이상요, 김찬태, 권순범, 이석래, 윤석년, 이은수, 류일형, 정재권, 김종민, 조숙형                                       | 남영진         |
| 15기        | 이상요, 김찬태, 권순범, 이석래, 황근, 이은수, 류일형, 정재권, 김종민(사퇴), 이동욱(도중합류), 조숙형                 | 서기석         |
| 16기        | 류현순, 이상요, 김찬태, 권순범, 이인철, 류일형, 허엽, 정재권, 이건, 황성욱                                           | 서기석         |

## 로고

1세대 KBS 로고 (1961년 10월 15일 ~ 1973년 3월 2일)
2세대 KBS 로고 (1973년 3월 3일 ~ 1984년 10월 28일)
미사용 KBS 로고 (1983년)
4세대 KBS 로고 (2023년, 2025년 현재까지도 미사용 상태)

지금의 폰트는 1984년 8월 1일에 전문 디자인 기업인 디자인포커스에서 제작과정하여 1984년 10월 29일부터 사용되었다. 1984년 10월 새로운 폰트와 동시에 원형과 태극문양과 사람의 눈 모양으로 세계와 한국과 전파를 표현하였다. 6개의 선으로 된 로고와 4개의 선으로 된 로고가 있으며, 1985년 11월 4일 통합로고가 추인되었다.

## 층별 안내
| 층별     | 지명 |
| -------- | --- |
| 9층      | 창고 |
| 8층      | 보도본부,아나운서본부 |
| 7층      | 감사실장, 기획감사부, 콘텐츠제작감사부, 사업/인프라감사부, 대외협력국, 대외협력부, 커뮤니케이션부 |
| 6층      | 사장, 감사, 부사장, 전략기획실장, 제작2본부장, 기술본부장, 경영본부장, 비서실, 인적자원실장, 인사운영부, 노사협력주간, 노사협력부, 국제협력부, 혁신추진부, 대회의실                                                            |
| 5층      | 라디오센터장, 라디오편성기획국, 1라디오국, 2FM부, 2라디오부, 1FM부, 남북교류협력단, 남북교류협력부, R국제방송부, 라디오기술국, 라디오기술 총감독1, 경영정보국, 경영정보부, 정보인프라부, 교향악단, 투브 RS-1~17, R주조, 성우실 |
| 4층      | 콘텐츠아카이브부, 라디오기획부, 라디오편성부, 디지털오디오부, 한민족방송부, 라디오기술 총감독2, 시설관리부, 라디오생방센터(1라디오, 1FM(Classic FM), 한민족방송, 월드 라디오)                                                  |
| 3층      | 전략기획국, 전략기획부, PSM전략부, 예산국, 예산부, 인사기획부, 아나운서실, 아나운서1~2부, 제작기획2부, 콘텐츠프로모션부, TV기술국, TV기술 총감독1~4, 후반제작부, 음향디자인실, TS-6~7, 제작편집실-1~9, 인터뷰룸, 제1회의실     |
| 2층      | 성평등센터, 성평등부, 시청자센터, 시청자서비스부, 경영관리국, 총무부, TS-1~5, 출연자분장/대기실, 라디오생방센터(2라디오(Happy FM), 2FM(Cool FM), 교통정보센터, 3라디오(사랑의 소리방송))                                       |
| 1층      | 안전관리실, 도서관, 의무실, 치과, KBS 시큐리티, 방송차량서비스 |
| 지하 1층 | 본관식당, 아나운서교육장, 사진스튜디오 |
| 지하 2층 | 지하주차장 |

## 방송 현황

### 텔레비전
일반광고 (O).(X) 현재
- KBS 1TV - 뉴스, 교양, 다큐멘터리, 스포츠 편성 채널. (X)
- KBS 2TV - 엔터테인먼트, 생활정보, 드라마, 어린이 프로그램, 뉴스 및 스포츠 등을 중심으로 방송. (O)
- KBS NEWS 24 - 인터넷 뉴스 채널. (X)

### 케이블·위성·IPTV서비스 채널
상업광고 (O).(X) 현재
- KBS N (유료방송 서비스)
  - KBS drama - 드라마 (O)
  - KBS joy - 예능 (O)
  - KBS N Sports - 스포츠 (O)
  - KBS Story - 드라마, 예능, 교양 (O)
  - KBS Kids - 어린이 (O)
  - KBS Life - 다큐멘터리 (O)
  - KBS N Plus - 플러스 (X)
- KBS 월드 (대외방송망)
  - KBS 월드 TV - 월드 TV (X)
  - KBS 아메리카 - 아메리카 (X)
  - KBS 재팬 - 재팬 (X)
  - KBS 코리아 - 코리아 (X)

### 라디오
일반광고 (O).(X) 현재
- KBS 1라디오 - 뉴스, 시사 (X)
- KBS 2라디오(해피FM) - 중장년층 대상 대중음악 (O)
- KBS 3라디오(사랑의 소리방송) - 노인 및 장애인 대상 생활정보 (X)
- KBS 1FM(클래식FM) - 클래식 및 국악 등 고전 음악 (X)
- KBS 2FM(쿨FM) - 젊은층 대상 대중음악 및 예능 (O)
- KBS 한민족방송 - 남북 및 대북방송 (X)
- KBS 월드 (대외방송망)
  - KBS 월드 라디오 (X)

### DMB
일반광고 (O).(X) 현재
- U-KBS
  - U-KBS STAR (1TV 재전송) - 뉴스, 교양, 다큐멘터리, 스포츠 편성 채널. (X)
  - U-KBS HEART (2TV 재전송) - 엔터테인먼트, 생활정보, 드라마, 어린이 프로그램, 뉴스 및 스포츠 등을 중심으로 방송. (O)
  - U-KBS MUSIC (2FM(쿨FM) 재전송) - 젊은층 대상 대중음악 및 예능 (O)
  - U-KBS CLOVER (데이터 방송)

## 방송지표
| 연도   | 방송지표                                                    |
| ------ | ----------------------------------------------------------- |
| 1986년 | 하나로 세계로 미래로                                        |
| 1987년 | 믿는 사회, 밝은 내일, 세계와 함께                           |
| 1990년 | 인간화, 민주화, 세계화-21세기를 준비합니다.                 |
| 1991년 | 환경을 지킵시다                                             |
| 1992년 | 우리의 선택이 우리를 살린다                                 |
| 1993년 | 새로운 출발, 국민의 힘을 모읍시다.                          |
| 1994년 | 국민과 함께 세계로/그린정신 - 인간사랑, 자연사랑, 나라사랑  |
| 1995년 | 광복 50주년 새 반세기의 출발                                |
| 1996년 | 21세기 앞으로 5년 국민과 함께 KBS가 열어갑니다.             |
| 1997년 | KBS 50년, 새로운 반세기 국민과 함께                         |
| 1998년 | 경제위기 극복, 국민과 함께 KBS가 앞장섭니다.                |
| 1999년 | 21세기가 눈앞에 다시 일어서는 한국                          |
| 2000년 | 벽을 넘어서 화합의 시대로                                   |
| 2001년 | 디지털 KBS, 희망을 함께 나눔을 함께                         |
| 2002년 | 2002 코리아 하나되어 세계로 미래로                          |
| 2003년 | 새출발 대한민국 화합의 시대로                               |
| 2004년 | 함께 가자 대한민국                                          |
| 2005년 | 국민감동 KBS                                                |
| 2006년 | 아시아의 창 KBS                                             |
| 2007년 | 한국인의 희망 KBS                                           |
| 2008년 | 하나되는 대한민국 함께하는 KBS                              |
| 2009년 | 공정 공익 KBS                                               |
| 2010년 | 희망2010 대한민국의 힘 KBS                                  |
| 2011년 | 시청자와 함께 디지털 KBS                                    |
| 2012년 | 하나되는 대한민국 글로벌 KBS                                |
| 2013년 | 글로벌 KBS, 행복한 대한민국                                 |
| 2014년 | 창의와 신뢰로 미래를 여는 KBS                               |
| 2015년 | 광복 70년 미래 30년, 대한민국 100년의 드라마                |
| 2016년 | 청년 대한민국                                               |
| 2017년 | 희망 2017 KBS가 함께 합니다.                                |
| 2018년 | 희망과 감동 KBS가 함께 합니다.                              |
| 2019년 | 함께하는 평화 함께여는 미래                                 |
| 2020년 | 2020 새로운 시작, 공정 창의 혁신 KBS                        |
| 2021년 | 수신료의 가치를 더욱 높이며 국민의 방송으로 거듭나겠습니다. |
| 2022년 | 신뢰로 여는 통합의 창 KBS                                   |
| 2023년 | 신뢰로 여는 통합의 창 KBS                                   |
| 2024년 | 공정과 혁신으로 새로운 KBS                                  |
| 2025년 | 신뢰와 혁신, 국민과 함께 KBS                                |

## 방송 송출 시설망
한국방송공사 본사가 직접 관할하는 송출 시설망만을 다룬다.

### TV
디지털TV
- 1TV
  - 호출부호 : HLKA-DTV
  - 가상채널 : 9-1
- NEWS D
  - 호출부호 : HLKA-DTV
  - 가상채널 : 9-2
- 1Radio
  - 호출부호 : HLKA-DTV
  - 가상채널 : 9-3
- 2TV
  - 호출부호 : HLSA-DTV
  - 가상채널 : 7-1

| 송신소        | UHD      | UHD      | UHD  | HD       | HD       | HD    | 송신소 위치                             | 비고   |
| 송신소        | 물리채널 | 물리채널 | 출력 | 물리채널 | 물리채널 | 출력  | 송신소 위치                             | 비고   |
| 송신소        | 1TV      | 2TV      | 출력 | 1TV      | 2TV      | 출력  | 송신소 위치                             | 비고   |
| ------------- | -------- | -------- | ---- | -------- | -------- | ----- | --------------------------------------- | ------ |
| 관악산 송신소 | CH 52    | CH 56    | 5kW  | CH 15    | CH 17    | 2.5kW | 경기 안양시 동안구 비산동 산3-1         |        |
| 남산 중계소   | CH 52    | CH 56    | 5kW  | CH 22    | CH 45    | 5kW   | 서울 용산구 용산동2가 산1-3             |        |
| 불광 중계소   | CH 52    | CH 56    | 900W | CH 26    | CH 28    | 90W   | 경기 고양시 덕양구 용두동 산30-1 (매봉) | [ 27 ] |
| 백련 중계소   | CH 52    | CH 56    | 900W | CH 20    | CH 51    | 90W   | 서울 은평구 응암1동 산7-250 백련산      | [ 27 ] |
| 장위 중계소   | CH 52    | CH 56    | 900W | CH 38    | CH 47    | 90W   | 서울 성북구 장위동 산3-92               | [ 27 ] |

아날로그TV
- 1TV
  - 호출부호: HLKA-TV
- 2TV
  - 호출부호: HLSA-TV

| 송신소        | 채널  | 채널  | 출력        | 송신소 위치                                  | 비고 |
| 송신소        | 1TV   | 2TV   | 출력        | 송신소 위치                                  | 비고 |
| ------------- | ----- | ----- | ----------- | -------------------------------------------- | ---- |
| 남산 송신소   | CH 9  | CH 7  | 50kW        | 서울 용산구 용산동2가 산1-3                  |      |
| 관악산 중계소 | CH 25 | CH 37 | 30kW / 10kW | 경기 과천시 중앙동 산10                      |      |
| 불광 중계소   | CH 49 | CH 52 | 500W        | 경기 고양시 덕양구 용두동 산30-1 (매봉)      |      |
| 백련 중계소   | CH 20 | CH 32 | 500W        | 서울 은평구 응암1동 산7-250 백련산           |      |
| 정릉 중계소   | CH 53 | CH 57 | 100W        | 서울 성북구 성북동 산10                      |      |
| 동소문 중계소 | CH 49 | CH 36 | 10W         | 서울 성북구 돈암2동 616-100 한신아파트 106동 |      |
| 장위 중계소   | CH 20 | CH 45 | 500W        | 서울 성북구 장위동 산3-92                    |      |
| 행당 중계소   | CH 57 | CH 21 | 10W         | 서울 성동구 행당2동 328-1 한진아파트 106동   |      |

### 라디오
| KBS 1라디오                  | KBS 1라디오 | KBS 1라디오               | KBS 1라디오 | KBS 1라디오                             | KBS 1라디오 | KBS 1라디오 | KBS 1라디오 |
| 송신소                       | 주파수      | 출력                      | 호출부호    | 송신소 위치                             | 비고        |             |             |
| ---------------------------- | ----------- | ------------------------- | ----------- | --------------------------------------- | ----------- | ----------- | ----------- |
| 소래 송신소                  | AM 711kHz   | 500kW                     | HLKA        | 경기 시흥시 미산동 484                  |             |             |             |
| 관악산 송신소                | FM 97.3MHz  | 10kW                      | HLKA-SFM    | 경기 안양시 동안구 비산동 산3-1         |             |             |             |
| 진촌 중계소                  | FM 96.3MHz  | 100W                      | -           | 인천 옹진군 백령면 북포리 산138-3       |             |             |             |
| 용문산 중계소                | FM 90.3MHz  | 1kW                       | -           | 경기 양평군 옥천면 용천리 산25-1        |             |             |             |
| 감악산 중계소                | FM 91.5MHz  | 50W                       | -           | 경기 파주시 적성면 객현리 산182         |             |             |             |
| 성남 중계소                  | FM 93.5MHz  | 20W                       | -           | 경기 성남시 중원구 은행2동 산2-2 검단산 |             |             |             |
| 용인 중계소                  | FM 88.1MHz  | 20W                       | -           | 경기 용인시 처인구 역북동 산3-1         |             |             |             |
| KBS 2라디오(해피FM)          |             |                           |             |                                         |             |             |             |
| 송신소                       | 주파수      | 출력                      | 호출부호    | 송신소 위치                             | 비고        |             |             |
| 남양 송신소                  | AM 603kHz   | 250kW(주간) 500kW(야간)   | HLSA        | 경기 화성시 송산면 고정리 625-2         |             |             |             |
| 관악산 송신소                | FM 106.1MHz | 10kW                      | HLSA-SFM    | 경기 안양시 동안구 비산동 산3-1         |             |             |             |
| KBS 3라디오(사랑의 소리방송) |             |                           |             |                                         |             |             |             |
| 송신소                       | 주파수      | 출력                      | 호출부호    | 송신소 위치                             | 비고        |             |             |
| 화성 송신소                  | AM 1134kHz  | 500kW                     | HLKC        | 경기 화성시 마도면 두곡리 113           |             |             |             |
| 관악산 송신소                | FM 104.9MHz | 2kW                       | HLKC-SFM    | 경기 안양시 동안구 비산동 산3-1         |             |             |             |
| KBS 1FM(클래식FM)            |             |                           |             |                                         |             |             |             |
| 송신소                       | 주파수      | 출력                      | 호출부호    | 송신소 위치                             | 비고        |             |             |
| 관악산 송신소                | FM 93.1MHz  | 10kW                      | HLKA-FM     | 경기 안양시 동안구 비산동 산3-1         |             |             |             |
| KBS 2FM(쿨FM)                |             |                           |             |                                         |             |             |             |
| 송신소                       | 주파수      | 출력                      | 호출부호    | 송신소 위치                             | 비고        |             |             |
| 관악산 송신소                | FM 89.1MHz  | 10kW                      | HLSA-FM     | 경기 안양시 동안구 비산동 산3-1         |             |             |             |
| 백령 중계소                  | FM 90.9MHz  | 100W                      | -           | 인천 옹진군 백령면 북포리 산138-3       |             |             |             |
| 성남 중계소                  | FM 97.7MHz  | 20W                       | -           | 경기 성남시 중원구 은행2동 산2-2 검단산 |             |             |             |
| KBS 한민족 제1방송           |             |                           |             |                                         |             |             |             |
| 송신소                       | 주파수      | 출력                      | 호출부호    | 송신소 위치                             | 비고        |             |             |
| 당진 송신소                  | AM 972kHz   | 1000kW(주간) 1500kW(야간) | HLCA        | 충남 당진시 석문면 삼화리 산100         |             |             |             |
| 화성 송신소                  | SW 6015kHz  | 100㎾                     | HLCA        | 경기도 화성시 마도면 두곡리 113         |             |             |             |
| KBS 한민족 제2방송           |             |                           |             |                                         |             |             |             |
| 송신소                       | 주파수      | 출력                      | 호출부호    | 송신소 위치                             | 비고        |             |             |
| 김제 송신소                  | AM 1170kHz  | 500kW                     | HLSR        | 전북 김제시 신곡동 338-1                |             |             |             |

## 직원

### 아나운서
| KBS 본사 근무 아나운서 | KBS 본사 근무 아나운서 | KBS 본사 근무 아나운서         | KBS 본사 근무 아나운서         |
| 연도                   | 기수                   | 남성                           | 여성                           |
| ---------------------- | ---------------------- | ------------------------------ | ------------------------------ |
| 1991년                 | (18기)                 |                                | 임수민, 태의경, 성기영, 정용실 |
| 1993년                 | (19기)                 | 성세정                         | 김성은                         |
| 1994년                 | (20기)                 | 이형걸, 최승돈                 | 변우영                         |
| 1995년                 | (21기)                 | 한상권, 김홍성                 |                                |
| 1995년                 | (22기)                 | 김태규, 원석현, 유지철         | 백정원, 신윤주                 |
| 1996년                 | (23기)                 | 이창진, 최시중                 |                                |
| 1997년                 | (24기)                 | 김은성, 윤인구, 오태훈, 이재후 | 신성원, 윤지영, 홍소연         |
| 1998년                 | (25기)                 | 이재홍                         |                                |
| 2000년                 | (26기)                 | 배창복, 이규봉, 장웅           | 박주아, 최원정, 최윤경         |
| 2001년                 | (27기)                 | 박노원, 김기만                 |                                |
| 2002년                 | (28기)                 | 김희수, 이상협, 이영호         | 김지윤                         |
| 2003년                 | (29기)                 | 이상호                         | 김보민, 박사임, 백승주, 이승연 |
| 2004년                 | (30기)                 | 박태원                         | 김진희                         |
| 2005년                 | (31기)                 | 김재홍, 심인보                 | 윤수영, 이선영                 |
| 2007년                 | (33기)                 | 오언종                         | 박지현, 엄지인, 장수연         |
| 2008년                 | (34기)                 | 김승휘                         | 가애란, 유지원                 |
| 2009년                 | (35기)                 |                                | 김솔희, 이현주                 |
| 2011년                 | (37기)                 | 오승원                         | 이지연, 전주리                 |
| 2012년                 | (38기)                 | 한상헌                         | 이슬기, 정지원                 |
| 2013년                 | (39기)                 | 강승화, 조항리                 | 이각경, 이승현                 |
| 2015년                 | (42기)                 | 이재성                         | 박소현                         |
| 2016년                 | (43기)                 | 강성규, 김종현                 |                                |
| 2018년                 | (45기)                 | 남현종                         | 박지원                         |
| 2019년                 | (46기)                 | 김진웅, 이광엽                 | 이윤정                         |
| 2021년                 | (47기)                 | 김진현, 임지웅                 | 홍주연                         |
| 2023년                 | (50기)                 | 박철규                         | 정은혜, 허유원, 이예원         |

### 기자·특파원
- 1987년(15기)

김혜송 (해설위원, 뉴스 중계탑 앵커), 방석준 (퇴사), 유용 (퇴사), 한증성 (퇴사), 배재성 (퇴사)
- 1989년(17기)

용태영 (퇴사), 김광상 (퇴사), 김명성 (퇴사), 김용만 (퇴사), 김종명 (퇴사), 박종오 (퇴사), 박찬욱 (퇴사), 윤제춘 (퇴사), 이현님 (퇴사), 정일태 (퇴사), 최선희 (퇴사), 민경욱 (퇴사)
- 1990년(18기)

신성범 (퇴사), 이강덕 (퇴사), 송종문 (퇴사), 이현주 (퇴사), 정은창 (퇴사), 주경애 (퇴사)
- 1991년(19기)

김형덕 (퇴사), 김환주 (퇴사), 박영환 (퇴사), 정창훈(퇴사), 조강섭 (퇴사)
- 1992년(20기)

강석훈, 장한식 (KBS 비즈니스 사장), 곽재훈, 김형덕, 윤석구, 이기문, 정인수, 최성안 (퇴사), 홍사훈 (퇴사), 황상무 (퇴사), 이춘호 (퇴사), 조재익 (퇴사), 신춘범 (퇴사)
- 1993년(21기)

김주영 (KBS대구방송총국장), 최재현A (KBS 미디어 감사(파견)), 안문석, 안세득, 이동채 (안식년), 이재강, 이흥철, 유석조, 곽우신, 한재호, 정인철, 최연택 (퇴사), 김헌식 (퇴사), 손관수 (퇴사), 안형환 (퇴사)
- 1994년(22기)

박장범 (KBS사장), 김철민 (수신료국), 전종철 (뉴스레터K 진행), 박영관 (KBS전주방송총국장), 박종복 (KBS N 부사장), 고영태, 김성모, 김웅규, 김태선, 박재우, 박전식, 복창현, 유석조, 이창룡, 정인석, 하준수, 연규선, 김성진, 남종혁, 박상범, 박승규, 박태서 (퇴사), 임장원 (퇴사), 최종림 (퇴사)
- 1995년(23기)

이재환 (보도시사본부장), 민필규 (전략기획실장), 이유진 (콘텐츠전략본부 스포츠센터장, 스포츠취재기자), 박상용A (감사실장), 정철웅 (디지털뉴스국장), 박정호 (보도시사본부 취재1주간 경인취재센터장), 정재용 (해설위원), 박재용 (KBS대전방송총국장), 윤수희 (KBS 미디어 콘텐츠제작본부장(파견)), 엄경철 (수신료국), 유성식, 원종진, 윤양균, 이석호, 이준희, 이주형, 이충형, 조일수, 지창환, 최성신, 최진호, 황상길, 구병회, 이웅수, 구본국, 이근우, 양지우, 고영태, 구경하, 김민성, 김정환, 김현석, 박전식, 박찬형, 박현철, 설경완, 이승기, 선재희 (퇴사), 오경섭 (퇴사), 이승환 (퇴사)
- 1996년(24기)

정창준 (전격시사 앵커), 김대홍 (해설위원, 일요진단 라이브 진행), 김개형 (두바이 특파원), 강지아, 권혁일, 김대진, 김봉진, 김상배, 나신하, 박재홍, 박준형, 박중관, 서영준, 심수련, 안양봉, 유진환, 이상준, 이재경, 이종국, 이철재, 정길훈, 조일수, 최현서, 이현진, 김원장 (퇴사), 이영풍 (퇴사)
- 1997년(25기)

최성원 (저출생위기대응방송단장), 정인성 (보도시사본부 보도국장), 김철우 (보도시사본부 시사제작국장), 김덕원 (보도시사본부 보도국 편집주간), 이민우 (보도시사본부 보도국 취재1주간), 김도엽 (전략기획실 미디어연구소장), 최동혁 (이사회 사무국장), 송재혁 (콘텐츠전략본부 멀티플랫폼센터 마케팅국장, 스포츠취재기자), 양석현 (탐사보도부장), 박에스더 (보도시사본부 디지털뉴스국 디지털뉴스2부장), 이재원 (전략기획실 대외협력국장), 강승혁 (영상취재2부장), 박순서 (심의실장), 김진문 (KBS울산방송국장), 남범수 (KBS원주방송국장), 최재훈 (KBS진주방송국장), 한성윤 (스포츠취재기자), 소현정 (뉴스와 화제 진행), 강전일, 구영희, 권기준, 김동진, 김명환, 김상협, 김성환, 김익태, 박상민, 박성래, 성재호, 심재남, 윤형혁, 이동환, 이성훈, 이수연, 이영미, 이영섭, 이영현, 정재준, 조현진, 천현수, 최문호, 최세휘, 최정근, 한성은, 서태교, 최규식, 김현수 (퇴사), 박유한 (퇴사), 이주한 (퇴사), 오세균 (퇴사)
- 1998년(26기)

정충희 (스포츠취재기자), 심병일 (스포츠취재기자), 김상배, 금철영, 김진우, 유승영, 송현정, 이미경, 한보경, 박종훈 (퇴사)
- 1999년(27기)

이해연, 조종옥 (퇴사), 홍성철 (퇴사)
- 2000년(28기)

임승창 (보도시사본부 보도국 취재2주간), 조성원(전략기획실 정책기획국장), 곽희섭 (보도시사본부 취재1주간 정치외교부장), 김나미 (보도시사본부 편집주간 뉴스제작1부장), 박진영 (미래비전추진단장), 김완수 (콘텐츠전략본부 스포츠센터 스포츠기획제작부장, 스포츠취재기자), 김현경(KBS 뉴스라인 W 앵커), 김병용 (이사회사무국 전문위원), 김민철 (해설위원), 박현진 (해설위원), 박일중 (뉴욕 특파원), 권재민 (스포츠취재기자), 김대영, 김진희, 김태욱, 박주경, 박중석, 조성훈, 최영철, 홍찬의, 황동진, 윤상, 신강문, 이석재, 유광석, 최서희
- 2001년(29기)

홍수진 (보도시사본부 취재2주간 경제산업부장), 최대수 (보도시사본부 취재2주간 문화과학부장), 송창언 (보도시사본부 시사제작국 시사제작1부장), 정영훈 (보도시사본부 시사제작국 시사제작2부장), 이효연 (전략기획실 대외협력국 커뮤니케이션부장), 이윤희 (KBS 뉴스 9 주말앵커), 정윤섭 (방콕 특파원), 이정화 (스포츠취재기자), 이진석 (스포츠취재기자), 홍희정, 김석, 김정환, 김학재, 모은희, 양영은, 이병도, 이랑, 이진성, 정수영, 정지주, 정홍규, 차세정, 김귀수, 정정훈
- 2002년(30기)

김주한, 김세정, 김양순, 박석호, 우한울
- 2003년(31기)

김명주 (보도시사본부 취재2주간 정책행정부장), 임세흠 (보도시사본부 취재2주간 국제부장), 기현정 (남북의 창 진행), 이충헌 (의학전문기자), 김나나 (KBS 뉴스광장 평일앵커), 강민수, 변성준, 손병우, 서지영, 윤영란, 이경진, 이소정, 이승준, 이정민, 정창화, 하송연, 공아영 (퇴사), 김기흥 (퇴사), 김승조 (퇴사)
- 2004년(32기)

이호을 (보도시사본부 취재1주간 네트워크부장), 최영은 (보도시사본부 보도기획부장), 심연희 (시청자센터 시청자서비스부장), 김도환 (콘텐츠전략본부 스포츠센터 스포츠취재부장, 스포츠취재기자), 류호성 (KBS 뉴스 12 앵커), 최문종 (KBS 뉴스 9 평일앵커), 조빛나 (베를린 특파원), 손기성 (스포츠취재기자), 이효용 (북한부 기자), 우수경, 김가림, 김성우, 박형규, 범기영, 양민오, 윤진, 위재천, 이광열, 이승훈, 이철호, 이하경, 이화연, 이효연, 임명규, 최건일, 최선중, 홍정표, 김영인 (퇴사)
- 2005년(33기)

염기석 (보도시사본부 편집주간 뉴스제작2부장), 김성주 (전략기획실 대외협력국 대외협력부장), 송영석 (베를린특파원), 정현숙 (스포츠취재기자), 강성원, 강수헌, 강정훈, 곽근아, 구경하, 김계애, 김민아, 김선영, 김성한, 김시원, 김해정, 노윤정, 노준철, 류성호, 류란, 박경호, 박상훈, 박장훈, 박현, 박효인, 송민석, 송현준, 엄기숙, 우동윤, 유용두, 윤나경, 양민효, 은준수, 이수정, 이승준, 이이슬, 이정은, 이종완, 이중근, 이진연, 임재성, 정아연, 차정인, 최영준, 한주연, 황재락, 박희봉, 이재석(퇴사)
- 2006년(34기)

홍석우 (보도시사본부 취재1주간 사회부장), 임태호 (영상취재1부장), 김기범 (스포츠취재기자), 김영민 (경제콘서트 진행), 김민경, 노태영, 범기영, 박예원, 박지은, 정성호, 최광호
- 2007년(35기)

김효신 (베이징 특파원), 안다영 (파리 특파원), 박선우 (스포츠취재기자), 박주미 (스포츠취재기자), 곽선정, 김연주, 김용덕, 김준범, 김지선, 김태현, 변진석, 서영민, 손은혜, 송수진, 송형국, 신지원, 오수호, 유지향, 윤지연, 임종빈, 조태흠, 최형원, 황정환, 황현택
- 2008년(36기)

김민경 (기상전문기자), 신방실 (기상전문기자), 김경수 (워싱턴 특파원), 양성모 (전략기획실 정책기획국 기획부장), 허솔지 (스포츠취재기자), 강규엽, 고순정, 고은희, 김경진, 김도영, 김재노, 김진희, 백미선, 손원혁, 유동엽, 유승용, 이정훈, 장성길, 정환욱, 조세준, 조정인, 조지현, 지형철, 한승연
- 2009년(37기)

박광식 (의학전문기자), 김소영, 김영은, 김영준, 김진화, 민창호, 박대기, 윤성욱, 장덕수, 김진화, 정연욱, 임애지, 하선아
- 2010년(38기)

이승철 (보도시사본부 뉴스제작3부장), 김지숙 (워싱턴 특파원), 김형석, 김기화, 홍혜림, 우정화
- 2011년(39기)

백인성 (법조전문기자), 김빛이라, 강나루, 고아름, 김수연, 서병립, 신지혜, 이슬기, 정연우, 최준혁, 홍성희
- 2012년(40기)

허성권 (KBS노동조합 위원장), 김덕훈, 계현우, 박민철, 이재희, 이예진, 박혜진, 유호윤, 한성원, 황정호, 손서영, 신선민, 옥유정, 길수임, 이온홍, 진장하, 민채호, 조주정, 장자화, 노수임
- 2013년(41기)

이준석, 주아랑, 류재현, 차주하, 정혜미, 양창희, 조선우, 조정아, 이연경, 이규명, 임서영, 김보람, 조연주, 김가람
- 2014년(42기)

김용준 (사사건건 앵커), 황진우 (도쿄특파원), 강푸른, 김민지, 김민철, 정새배, 이세연, 이세중, 홍화경, 황경주, 허효진, 홍진아, 송금한, 성용희, 하초희, 진희정, 이한글, 오아영, 신주현, 박웅
- 2015년(43기)

김민정 (베이징 특파원), 하무림 (스포츠취재기자), 김범주, 김수연, 김수영, 김채린, 문경원, 신이재, 윤봄이, 이지윤, 이지은, 이지철, 이현기, 임재희, 정유진 (사망)
- 2016년(44기)

이화진 (파리 특파원), 송락규, 조혜진, 강병수, 김민혁, 김성수, 김세희, 김소영, 김태훈, 문준영, 박민경, 박영민, 양예빈, 오대성, 오승목, 우한솔, 윤경재, 최은진
- 2018년(46기)

강예슬, 김청윤, 박찬, 방준원, 백상현, 이호준, 정상빈, 최유경, 최진석, 하누리
- 2019년(47기)

백인성 (법조전문기자), 최혁환 (KBS노동조합 부위원장), 공민경, 김아르내, 김혜주, 노도송, 민정희, 박산이, 박진수, 양민철, 이수민, 이유민, 이정은, 이형관, 임지초, 전현우, 정주화, 신남규 (카메라기자)
- 2021년(49기)

김세현 (기상전문기자/KBS 재난방송센터 진행), 김우진, 김화영, 신현욱, 원동희, 윤아림, 이도윤, 이윤우, 이예린, 정해주, 최혜림, 현예슬, 황다예, 황현규
- 2023년(51기)

이무형 (스포츠취재기자), 고민주, 김보담, 김예은, 김옥천, 김현주, 배지현, 박준우, 손민주, 여소연, 이세흠, 이원희, 이유민, 이유진, 이자현, 이희연, 진선민, 최인영, 추재훈
- 2025년(53기)

김현수, 최지현

### 수어통역사
- 남성 : 조성현, 김태완, 최황순, 정택진
- 여성 : 강효경, 홍선영, 김종옥

### 기상캐스터
- 이설아 (2002년 입사)
- 노은지 (2009년 입사)
- 강아랑 (2015년 입사)
- 배혜지 (2017년 입사)
- 최현미 (2022년 입사)
- 김규리 (2022년 입사)
- 박소연 (2023년 입사)
- 정희지 (2023년 입사)

### 보도국장
- 초대 : 이정석 (1971년)
- 이정식
- 홍성규
- 양휘부
- 류근찬
- 김인규
- 김시곤
- 정지환
- 엄경철 (2019년 ~ 2021년)
- 임장원 (2021년 ~ 2022년)
- 김현석 (2022년 ~ 2023년 3월)
- 성재호 (2023년 3월 ~ 2023년 11월)
- 최재현 (2024년 1월 ~ 2024년 12월)
- 정인성 (2024년 12월 ~ )

### PD
- 1977년(4기): 이원군 (퇴사)
- 1981년(8기): 전용길 (퇴사), 길환영 (퇴사)
- 1982년(10기): 장해랑 (퇴사), 김종식 (퇴사)
- 1985년(11기): 윤석호 (퇴사), 전진국 (퇴사)
- 1986년(13기): 조인석 (퇴사), 정성효 (퇴사)
- 1987년(14기): 황용호 (퇴사)
- 1988년(15기): 이강현 (퇴사), 이기원 (퇴사)
- 1989년(16기): 곽기원 (퇴사), 양승동 (퇴사), 이완희
- 1990년(17기): 문보현 (퇴사)
- 1991년(18기): 김충 (KBS JAPAN 사장(파견)), 표민수 (퇴사)
- 1992년(19기): 배경수, 황의경
- 1993년(20기): 장성주 (KBS 아메리카 사장(파견)), 이재우, 정해룡 (퇴사)
- 1994년(21기): 한경천 (콘텐츠전략본부 예능센터장), 김성근, 홍석구, 이형민 (퇴사), 김호상 (퇴사)
- 1995년(22기): 김병진 (라디오센터장), 송웅달 (교양다큐센터 교양다큐1국장), 김한석 (KBS광주방송총국장), 김창회 (라디오국장), 김윤환 (콘텐츠전략본부 멀티플랫폼센터장), 최기석 (라디오센터 라디오국 사회공헌방송부장), 윤중경 (교양다큐센터 제작기획국 CP), 이황선 (콘텐츠전략본부 예능센터 CP), 박기현, 박만영, 권용택 (퇴사), 윤성식 (퇴사), 정희섭 (퇴사)
- 1997년(24기): 하태석 (KBS창원방송총국장), 문준하(문보현) (몬스터유니온 사장(파견)), 최근영 (콘텐츠전략본부 멀티플랫폼센터 콘텐츠사업국 지식재산권부장), 황응구 (콘텐츠전략본부 편성제작부장), 김상휘 (콘텐츠전략본부 드라마센터장), 김신일 (콘텐츠전략본부 드라마센터 CP), 박기호 (콘텐츠전략본부 드라마센터 CP), 하태석 (콘텐츠전략본부 예능센터 CP), 권계홍, 강병택, 기민수, 최재형 (퇴사)
- 1998년(25기): 김영동 (라디오센터 라디오국 CP)
- 2000년(26기): 김영조 (콘텐츠전략본부 드라마센터)
- 2002년(28기): 이성범 (교양다큐센터 교양다큐1국 CP)
- 2003년(29기): 염지선 (교양다큐센터 교양다큐2국 현대사영상프로젝트팀), 김홍범 (라디오센터 라디오국 CP), 박지영 (콘텐츠전략본부 예능센터 대형이벤트방송사업단장)
- 2004년(30기): 김해룡 (콘텐츠전략본부 멀티플랫폼센터 편성전략국 편성전략부장), 박덕선 (콘텐츠전략본부 예능센터 CP), 박정훈 (교양다큐센터 교양다큐2국 CP), 이기연 (교양다큐센터 제작기획국 CP), 이지운 (교양다큐센터 교양다큐1국 CP)
- 2005년(31기): 박소율 (교양다큐센터 제작기획국 제작기획부장), 황혜지 (콘텐츠전략본부 멀티플랫폼센터 편성전략국 브랜드마케팅부장)
- 2008년(35기): 김범수
- 2011년(38기): 임효주, 이승문, 상은지
- 2015년(42기): 권재오, 정부교, 문경원, 박정환, 이상혁, 조애진, 정승안, 최유빈, 최승범
- 2016년(42기): 서지원, 이승민, 이이백, 이지웅, 이현정, 장민구, 전아영, 최윤화
- 2018년(44기): 신민섭, 유혜진
- 2019년(47기): 정용재
- 2021년(48기): 강재훈, 김미래, 김상엽, 노준호, 임지수, 임현정, 조수민
- 2022년(49기): 김동녘, 박성하, 조영진

## 해외 제휴 방송국
- : CBC
- : BBC
- : CCTV
- : France Télévisions, Radio France
- : RTVE
- : ARD, Deutschlandradio
- : SRG SSR
- : NPO
- : Rai
- : ČT, ČRo
- : DR
- : SVT, Sveriges Radio
- : NRK
- : Yle
- : RTP
- : ORF
- : RTÉ, TG4
- : VRT, RTBF, BRF
- : ABC
- : TVNZ, Radio New Zealand
- : TTV, 대만중앙방송
- : Mediacorp
- : NHK
- : IPBC
- : VTV
- : VGTRK

## 같이 보기
- KBS 월드
- KBS 월드라디오
- KBS 아메리카
- KBS 한민족방송
- KBS 3TV
- 현해탄의 무지개
- 아리랑국제방송
- 아리랑 라디오